# Dysmathia portia
Dysmathia portia is een vlindersoort uit de familie van de prachtvlinders (Riodinidae), onderfamilie Riodininae.
Dysmathia portia werd in 1868 beschreven door H. Bates.